# سورين سيرين
سورين سيرين، (بالفرنسية:Sorin Cerin) الاسم المستعار سورين هودوروجيا (ولد بالا ماري، رومانيا، 25 نوفمبر 1963) ، فيلسوف ومنطقي وكاتب مقالات روماني من أصل بلقاني ويوناني. يمثل الاتجاه الأدبي والفلسفي للوجودية، الذي يعيد تشكيلها على مستوى الوقت الحاضر، ليصبح هو الذي يواصل الحركة الوجودية في القرن الحادي والعشرين، عندما كان يعتقد أن الوجودية قد استنفدت.  حاز سورين سيرين على جائزة جاك بريفيرت التي تمنحها جمعية الشعراء الفرنسيين بباريس، فرنسا سنة 2023، كما حاز على جوائز أخرى تمنحها جمعية الشعراء الفرنسيين .سورين سيرين هو مؤلف نظامه الفلسفي الخاص المسمى محوري مشترك. 

## سيرة

### السنوات الأولى
سورين سيرين (سورين هودوروجيا) ولد في 25 نوفمبر 1963 في بايا ماري، رومانيا. وهو ابن روديكا هودوروجيا المولودة بينتيا، ابنة القس يوليوس بينتيا. أمضى السنوات الأولى من طفولته مع أجداده، في قرية سيليندرو، مقاطعة بيهور، حيث كان جده كاهنًا حتى عام 1968، انتقل جده إلى قرية سوكا (Săuca)، منطقة ساتو ماري، حيث عاش حتى عام 1975. بدأ سورين سيرين سنته الأولى من المدرسة الابتدائية في سوكا ، وبعد ذلك أمضى بقية سنوات دراسته في بايا ماري ، المدينة التي سيواصل فيها دراسته الثانوية والثانوية، والتي سينهيها في عام 1983، وهو العام الذي غادر فيه بايا ماري لمواصلة دراسته في بوخارست. عندما كان سورين هودوروجيا طفلاً، كان مفتونًا بنماذج الطائرات، وهو المجال الذي فاز فيه بالعديد من الجوائز.

### الحياة والوظيفة
كان سيرين يستخدم في الأصل كاسم مستعار أدبي، ثم أصبح اسمه الحقيقي في عام 1987 بعد أن تزوج من زوجته الأولى سيرين، التي طلقها بعد فترة وجيزة. وبعد أن أصبح رئيس تحرير إحدى الصحف الرومانية، اختار طريق المنفى ولجأ إلى الولايات المتحدة، حيث عاش في مدن مثل نيويورك أو دالاس أو لاس فيغاس . بعد بضع سنوات في أمريكا، ذهب إلى أستراليا كمراسل دولي، وفي عام 2000، عاد إلى أوروبا وتخلى في نهاية المطاف عن الصحافة ليتفرغ بالكامل للكتابة، وهو العام الذي تزوج فيه من دانا كريستينا جورينسيو، التي ترجمت العديد من أعماله إلى الإنجليزية.

### أحداث هامة
ظهر لأول مرة في عام 1987 بقصيدة بعنوان "مارينا" حيث وقع بالاسم المستعار سورين مارا آنجل. خلال هذه الفترة، قام العديد من الملحنين بتأليف الأغاني بناءً على كلماته، ومن بينهم فاسيل فيسيلوفسكي وإيلي رومان ظهر سورين سيرين لأول مرة في دار النشر باكو (Paco) في بوخارست في عام 2003 وتعاون لعدة سنوات مع هذه الدار ومحررها فيكتور أخيم، حيث نشر عدة كتب تمثل جزءاً مهماً من أعماله الفلسفية والمنطقية والشعرية، إضافة إلى التأملات المتمثلة في مجلدات الأمثال. وبتعبير أدق، يعود آخر ظهور تحريري لسورين سيرين، في دار نشر باكو (Paco)، إلى عام 2015، وهو العام الذي ظهرت فيه خمسة مجلدات أخرى من شعره الفلسفي في دار نشر أخرى تسمى إليتراتورا (eLiteratura) من بوخارست.. في عام 2009 ، نشر سورين سيرين في دار النشر إمينسكو في بوخارست، أول مجموعة من الحكمة، والتي تتكون من ستة مجلدات من الأمثال، وعلى مر السنين، ستحتوي مجموعة الحكمة لسورين سيرين على إجمالي 22 مجلدًا من الأمثال،. صدرت الطبعة الأولى من مجموعة الحكمة لسورين سيرين في كل عدد من مجلة القدر الأدبي، وهي مجلة أدبية في أمريكا الشمالية، بدءا من العدد 8 في ديسمبر 2009 وانتهاء بالعدد 36 في ديسمبر 2015..
في عام 2013، تم اختيار سورين سيرين من بين 20 مؤلفًا لمختارات من قول مأثور روماني معاصر، نُشر تحت رعاية الأكاديمية الرومانية في روما والجمعية الإيطالية للحكاية،  في عام 2020، تم أخذ الأمثال التي كتبها سورين سيرين من مجموعة الحكمة، وترجمتها إلى اللغة البلغارية، ليتم جمعها معًا في مختارات مكرسة لعمله في الحكمة، بعنوان مختارات من الحكمة: الأمثال (مقتطفات)، بمقدمة من إليزار حراش، نشرتها دار النشر "سفيتا نا كنيجيت" بفارنا ببلغاريا.في عام 2021، نشر سورين سيرين مجموعة شعرية فلسفية في فرنسا، حازت على جائزة جمعية الشعراء الفرنسيين في باريس، فرنسا، حيث تم نشر سيرين في المختارات الشعرية لعام 2022 . في العام التالي، نشر مجموعة أخرى من القصائد الفلسفية باللغة الفرنسية، والتي اقترحت لجنة تحكيم الجائزة منح سورين سيرين الجائزة المرموقة للأعمال الفلسفية عالية الجودة المقدمة باللغة الفرنسية. هذا العنوان الخاص لأعمال من هذا النوع اختارته لجنة تحكيم جمعية الشعراء الفرنسيين في باريس بفرنسا لأول مرة في تاريخها، لأن لجنة التحكيم قررت أن شعر سورين سيرين الفلسفي في هذا المجلد هو فلسفي أكثر منه شعر.
منحته لجنة تحكيم جمعية الشعراء الفرنسيين في باريس بفرنسا عام 2023 جائزة جاك بريفير للشعر، عن مجموعة قصائد بعنوان (الروح) مهداة لفيفيان ماري هارتلي. لقد أنشأ سيرين ملفًا رائعًا باللغتين الرومانية والفرنسية، والذي جذب اهتمامًا متزايدًا من التفسير المتخصص. تعتبر أعماله، مثل مجموعات القصائد والأمثال، وكذلك الإبداع الفلسفي، أعمالا مرجعية للاستخدام التعليمي في الأوساط الأكاديمية. في عام 2022، نشرت دار نشر "إستفاليا" العمل الفلسفي وعمل الحكمة المأثورة لسورين سيرين، ولكنها تعيد أيضًا إصدار عمله الشعري الفلسفي، الذي سبق نشره، من قبل دور نشر أخرى مختلفة، مع تحديد بجانب كل عنوان أنه مرجع طبعة للاستخدام التعليمي. تمت رعاية كامل أعمال سورين سيرين التي نشرتها دار النشر "إستفاليا" من قبل المؤسسات التعليمية لاستخدامها في الأغراض التعليمية. سورين سيرين أجرى مقابلة عن حياته في النشرة الفرنسية "ليليتيرير"، بعنوان "تعنتات سورين سيرين – مقابلة مع الشاعر والفيلسوف" .

## تحليل

### الأعمال الشعرية الفلسفية
تاريخيًا، تشير إلفيرا سوروهان، في مراجعتها لشاعرة وجودية في القرن الحادي والعشرين، إلى أن شعر سيرين الوجودي هو استمرار للحركة الوجودية في القرن العشرين، حيث يسلط الضوء على عمل شعري له تأثيرات من العصر الحديث. ولكن أيضًا من أسلافهم الوجوديين في القرنين التاسع عشر والعشرين، مثل جان بول سارتر، وغابرييل مارسيل، وسورين كيركجارد. يقدر سوروهان أن سيرين أعاد تشكيل الوجودية، على الرغم من أن الوجودية كانت تعتبر منقرضة حتى ذلك الحين، مشيرًا إلى أن المفردات التي يسهل التعرف عليها في الشعر الوجودي العالمي قد أعيد نشرها الآن في موضوعات أخرى، مما أدى إلى ظهور مناهج جديدة.
ويرى جان بول جافارد بيريه أهمية الطموحات التي يحرر بها الشاعر والفيلسوف سورين سيرين نفسه من أوهام الوجود وأوهام الحياة وأوهام الموت، حتى لا يقع ضحية "بيوت الدعارة الأخلاقية". "حيث "يخلق مهرجو الحقيقة كاتدرائيات الرذيلة والأفكار المشكوك فيها" هي تعبيرات موجودة في أعمال سيرين. هنا تبدأ المعركة، كما يقول جان بول جافارد بيريه، بين الشخص الذي يسعى إلى خلق رمز جديد لله والشخص الذي أصبح رمزًا حقيقيًا من خلال عمله، وهذا هو السياق الذي نجح فيه سورين سيرين، لأنه بعد كل شيء، يوضح لنا جان بول جافارد بيريه أن سورين سيرين موجود لفتح مجالات أساسية في روحنا.. ومن وجهة نظر التأطير المفاهيمي، رأى ألكسندرو سيستيليكان أن سيرين نجحت في كتابة قصيدة فلسفية تجمع بين المتخيل والمفاهيمي، رغم صعوبة إنشاء مثل هذه القصيدة، مبينا أن قصائد سيرين تدخل فجأة في معادلات وجودية ونهائيات كبرى. لا تضيعوا الوقت بالاعترافات المبسطة، فقصائد سيرين تهاجم مبدأ الواقع وليس أحداثه.
هناك جانب آخر للنقد الأدبي، يمثله نقاد مثل ماريا آنا توبان، التي تستحضر في أعمال سورين سيرين آثار المزيج المتناقض من اليأس والطاقة في مقالات إميل سيوران، مما يوحي بأن سيرين يعيد تعريف الأدب الحالي كمشروع وجودي. يمكن وضع أعمال سورين سيرين في تاريخ الأدب إلى جانب أعمال الوجوديين كيركجارد، أو سارتر، أو ألبير كامو..تقول سيزارينا أداميسكو إن سورين سيرين يعتبر شاعرا أصيلا بشكل خاص، صنع لنفسه مكانا واضحا في التراث الغنائي العالمي لهذا العالم، لأنه يكتب شعرا كثيفا مليئا بالمضمون، ينبع من اللاوعي بحثا عن الحقيقة المطلقة  الذي يتحقق على مقياس الرؤى الذاتية، بين الوجودي والمتعالي، الطبيعي والخارق، بين الحلم واليقظة، لأن سورين سيرين يتحرك بحرية بين مصطلحات الفلسفة بردود فعل وجودية بارزة. يذكر أن سورين سيرين لا يبحث عن المتعة أو موسيقى الكلمات أو الإيقاع أو القافية المثالية، بل يبحث عن المثالية والسخرية وجوهر ما يريد إيصاله باستخدام هذه الرسائل الفلسفية المترابطة، بما يخدم تطوير الفكرة. إن الشكل المرن والبسيط والمعبّر لأبيات هذا الشاعر غير مثقف، فهو طبيعي. وأخيراً يعتبر سورين سيرين من كبار شاعري العصر الحديث. في مراجعة أخرى، تقول سيزارينا أدامسكو عن سورين سيرين أنه في عمله الشعري توجد طرق عديدة أخرى لإظهار الحب ، بدلاً من الكلمات التقليدية أو الغنائية أو الروتينية، والتي لم تعد تعني شيئًا . يتم توجيه كلمات الشاعر بهذه الطرق الخاصة ، في عرض لإتقان فني ، مثل الذي نادرًا ما يجده المرء في الشعر الحديث ، ويخلص إلى أن سورين سيرين قد ابتكر أسلوبه الخاص.
ويعتبر البعض أن شعر سيرين يشتمل أيضًا على عناصر خاصة بالمانوية أو أديان المايا أو الهندوسية أو ما قبل المسيحية، وهي خصائص تظهر في كل قصيدة أو مجموعة قصائد كتبت حتى ذلك الوقت. يقوم ستيفان بوربلي بتقريب أعمال سيرين الشعرية من أسماء مثل توما الأكويني وجيوفاني باتيستا بيرانيسي، لتوضيح الطابع الفلسفي والديني لعمله الشعري، مقدرًا أن الشاعر يبني، بحماسة ومهارة نحوية، عالمًا مضادًا،وهو عالم "مقابر الكلمات"، عالم "المعاني المجمدة"، عالم "العبث"، وهي تعبيرات كثيرا ما يستخدمها سيرين في أعماله الشعرية.. لأن الوجودية هي المذهب الذي يرضي روح الحرية والعمل عند سيرين، ولكنها أيضًا تشبع الحماسة الفكرية أو بعض البراغماتية المغامرة، والشعور المأساوي بالحياة، فضلاً عن فكرة العبث، التي لا توجد فقط عند الوجوديين مثل أمثالهم. سورين كيركجارد، وإدموند هوسرل، ومارتن هايدجر، وجان بول سارتر، وسيمون دي بوفوار، وموريس ميرلو بونتي وغيرهم، من بين المؤلفين. الذي تتم مقارنة أعماله سورين سيرين، ولكن أيضًا مع كتاب تحتوي أعمالهم على الوجودية، مثل فيودور دوستويفسكي، وميغيل دي أونامونو، وفرانز كافكا، وألبرت كامو وغيرهم. والتي كانت تأثيراتها حاضرة في خلق سورين سيرين. يقول زينوفي كارلوجياي إن شعر سورين سيرين الوجودي هو امتداد لتقليد عمله المتمثل في كونه أصليًا تمامًا. علاوة على ذلك، تؤكد زينوفي كارلوجيا بشكل خاص أنه في حالة شعر سورين سيرين يمكن الحديث عن نوع جديد في الأدب والفلسفة، لأن هذه النصوص التي تسمى قصائد فلسفية هي في الواقع نصوص فلسفية، تغطي هذا التخصص. . نوع من التوضيح الشعري للفلسفة. وبعد ذلك، بعد استبعاده من عالم الخيال، يمكن للشعر من هذا النوع أن يخلق جنسا جديدا في الأدب والفلسفة، والدافع إلى ذلك هو أننا في سورين سيرين نتحدث عن شعر المفاهيم، مع التأكيد على أن الشعر الذي يستخدم الاستعارات والكلمات وتواجه أشكال الكلام تحديًا كبيرًا لهويته .
ويعتبر آخرون أن قصائد سورين سيرين عبارة عن قصائد اصطلاحية، أو قصائد مفاهيمية، مشيرًا إلى أن سيرين يحول الفلسفة إلى شعر، بحجة أن المفهوم الفلسفي في شعر سيرين له جذوره في الفلسفه المتعاليه الكانطية ولكن أيضًا في أعمال شوبنهاور ونيتشه وفيتجنشتاين، التي لها صلة مع السيميائية والبنيوية والرياضيات من خلال النظام الفلسفي الذي أسماه سيرين بالمحورية، والذي يتدخل وهم الحياة في طريق الحقيقة المطلقة. يؤكد جريد مودورسيا أن سيرين وجودي ليس بسبب الرجل المتمرد والمسعور ولكن بسبب تعطشه للمطلق، مشددًا على أنه من سقراط إلى بيرجسون، سورين سيرين يطرح الأسئلة ويبحث عن إجابات. تقول إيلينا أرمينيسكو في مراجعتها، في إشارة إلى العمل الشعري الكامل لسورين سيرين، إنه على عكس الشعراء الآخرين المتأثرين بالفلاسفة فإن سورين سيرين، كفيلسوف، أنشأ نظامه الفلسفي الخاص الذي يشير إليه والذي لا يمكن معرفة الحقيقة فيه مطلقًا بالنسبة للإنسان لأنه مغلق في المايا، في الوهم، يعتمد الوجود على وهم الحياة، حيث يمكن العثور على إله سورين سيرين في كتابات هيرميس ولكن أيضًا على طريق الطاوية، الذي أظهره بوذا سيدهارتا غوتاما، حيث الحقيقة المطلقة واحدة، كما أن الخالق واحد. وفي الوقت نفسه، يُشبِّه أرمينيسكو إله سورين سيرين بإله سبينوزا، وهو ما نجده بدوره في أعمال يوهان فولفغانغ فون غوته، ووليام وردزورث، وبيرسي بيش شيلي، مؤكدًا أننا نجد في شعر سورين سيرين تأثيرات هؤلاء الشعراء. تتكيف بالطبع مع الوضع الحالي، إذ نجد أيضًا في سيرين عدمية إميل سيوران، متذكرين أن فيرونيك فلابيت بيوت تؤكد بدورها على التأملات الوجودية العميقة التي نجدها في شعر سورين سيرين. تؤكد إيلينا أرمينيسكو على أن سورين سيرين واصل البرنامج الأدبي للوجودية الفرنسية، الذي حدده سورين كيركجارد، وجان بول سارتر، وغابرييل مارسيل. وينسب جزء آخر من النقد الأدبي، مثل لورا لازار زافاليانو، إلى شعر سورين سيرين دلالات التناص التي تم تحديدها بشكل أساسي مع لوسيان بلاجا من خلال التأمل الفلسفي والبنية العروضية . بينما يربط يوجين إيفو شعر سورين الفلسفي سيرين بالأسلوب الوجودي الجديد. معرفة الجوهر الأفلاطوني السقراطي، الذي يجعل الكتاب موضوع عبادة وثقافة وصية، بحجة أن مفهوم سورين سيرين، يعيد صياغة ما وصفه غابرييل غارسيا ماركيز بالماكونية، مؤكدا أن سيرين يدرك جيدا المشكلة التي أثارها ميرسيا إليادي فيما يتعلق بالسقوط. غالباً ما يشير سورين سيرين إلى انحطاط الإنسان على مختلف المستويات الاجتماعية والسياسية والفكرية والأخلاقية وغيرها.
من ناحية أخرى، يشير جورجي أندريه نياجو في نقده، إلى أن شعر سورين سيرين يتم تعريفه بشكل أساسي بالشك، مشيرًا إلى أن العديد من نقاد الأدب الآخرين، مثل كالين تيوتيسان، يرون في عمل سيرين الشعري حنينًا قاتلًا إلى المعنى، ويرى كورنيل مورارو، فيه قصيدة لنبي العدم الوجودي، واعتبر أوفيديو موشيانو شعر سيرين، فهو شعر الأسئلة الوجودية الكبرى، وترى آنا بلانديانا أن شعر سيرين لا يذكر حقائق فلسفية، بل ينسج الكشف عن هذه الحقائق. هناك مجموعة أخرى من نقاد الأدب مثل إيون فلاد الذي يرى أن انعكاسية سيرين (النظرية الاجتماعية) هي المهيمنة، وميرسيا موثو الذي لاحظ في سيرين اليأس لإيجاد معنى في حياة الوجود المعاصر، ويقارن إيوان هولبان شعر سيرين بشعر قابيل الكتابي. ضائع في الصحراء، وبالنسبة لماريان أودانجيو، فإن كلمات سيرين هي عالم مشوه ذي قيمة، أو بالنسبة لكورنيل أونغوريانو، فإن سيرين يجسد أوقات التفكيك الشعري. تغيير العلاقة مع المقدس (مع الأساطير المرتبطة به) والبحث عن الوفاء والمعنى في الاستهلاك وفي قلب الأشياء. مثل مارسيل غاوش، يشهد سورين سيرين على رعب التعالي العلماني حيث يكتسب الفرد البشري المزيد والمزيد من القوى. تجد ديليا مونتيانو أوجه تشابه مع باسكال بروكنر لأن الخلاص لم يعد يأتي من السماء: لقد فقد الله هالة الكتاب المقدس، وسمح لنفسه بالسيطرة على المؤسسات والأفراد الملوثين بشياطين السوق التي تشبه بدلاً من ذلك حطام السفينة الروحية والاكتئاب. والاشمئزاز من الحياة، كل هذا يشكل مقدمة أو كشفًا، يتبعه جدال أو ظل فكرة حول التعريفات، في السلسلة التي تقودنا إلى قوائم أمبرتو إيكو التي لا نهاية لها.

### عمل الحكمة
وأشار جان بول جافارد بيريه إلى أن مثل هذا النهج يفتح للقارئ -الذي يشاركه باسم الحقيقة الأولية التي كشف عنها المؤلف- إمكانية أن يصبح تلميذا للحكمة التي لا يستطيع أحد الاستغناء عنها، موضحا أن رسائل كتاب سورين سيرين يتبعون بعضهم البعض بطرق متنوعة لخلق تجارب حقيقية. في خلاصة الحكمة، تصور سورين سيرين، من خلال أقواله المأثورة، إلهًا خلق خوارزميات معينة تحدد كوننا "من خلال حدث، وهو دافع من شأنه أن يطور بدوره وعيًا عالميًا، وبالتالي يسمح لـ "الكون المخلوق بالتطور". ويضيف المؤلف: "على الطريق إلى القدر". أن هناك ما لا يقل عن سبعة "عوامل منطقية" تحدد الوعي وتحدد المعرفة، بناءً على الكون المزدوج للخير والشر، (المنطق الثنائي) للجمال والقبح، وما إلى ذلك. وهذا المنطق، من خلال مركزية نظامه الفلسفي، يحدد وعيًا فرديًا قادرًا على خلق رأسماله الخاص من الجوهر والوجود الذي يعطي حدودًا.
آخرون، مثل جريد مودورسيا، يعتبرون "مجموعة الحكمة" هو أحد أكثر مجموعات الأمثال قيمة في العالم. وقد كتب العديد من نقاد الأدب والمؤرخين الآخرين عن الأعمال الحكيمة لسورين سيرين، مثل جورجي فلادوتيسكو، الذي يضم الأعمال الحكيمة لسورين سيرين، في إطارها التاريخي، والتي تعود جذورها إلى الشرق القديم، ولكن أيضًا إلى اليونان القديمة ، مشيرًا إلى أن سورين سيرين ابتكر عملاً رائعًا تمامًا من الحكمة المأثورة. اعتبر جورجي فلادوتيسكو مجموعة الحكمة عملاً استثنائيًا لا يُنسى وضخمًا، تم استخراج أجزاء منه وترجمتها إلى اللغة البلغارية، كما تم أيضًا تخصيص مختارات نُشرت في بلغاريا تحت عنوان: مختارات من الحكمة: الأمثال ("شظايا" ). ويرى جورجي فلادوتيسكو في أعمال سورين سيرين، المكان الذي تلتقي فيه الوجودية والظاهراتية والعقلانية والفلسفة المتعالية في مجال المثالية. وهو بدوره يُدرج أعمال الحكيم سورين سيرين في تاريخ الثقافة العالمية ويضعها إلى جانب أسماء مثل سقراط.وشوبنهاور ونيتشه وفرانسوا دي لاروشفوكو وغيرهم الكثير.
يعتبر إيون دودو بالان أن سورين سيرين عالم أخلاقي، ويؤكد أنه أمام مثل هذا الإبداع، هناك واجب وضع عمل سورين سيرين في إطاره التاريخي، الذي يؤطر أعمال سورين سيرين الحكيمة، إلى جانب شخصيات مثل: هوميروس، ماركوس أوريليوس، فرانسوا دي لاروشفوكو، بالتاسار جراسيان، آرثر شوبنهاور وغيرهم الكثير، بينما في الأدب الروماني، من مؤرخي القرنين السابع عشر والثامن عشر، إلى أنطون بان، قسطنطين نيجروسي، ميهاي إمينسكو، نيكولاي إيورجا، جارابيت أبريليانو، لوسيان. بلاجا وجورج كالينسكو . كتب ميرسيا بوب، مثل الآخرين، أن سورين سيرين هو عالم أخلاقي ذو تفكير وحساسية معاصرة، ولكنه يربط الحقيقة المطلقة بالأمل والإيمان والخطيئة والعبث والسعادة وما إلى ذلك، مما يوضح أن ما يقوله سورين سيرين يتجاوز عتبة الأفكار البسيطة، تظهر لونًا شعريًا، بارناسيًا أحيانًا، وسيرياليًا مزعجًا أحيانًا، يذكرنا بفرانز كافكا أو مارسيل بروست أو آرثر شوبنهاور أو لودفيج فيتجنشتاين في إبداعهم العقيل 
إن سورين-سيرين قريب من برغسون، ولكنه أيضًا قريب من الوجوديين، كما يقول آل فلورين-تيني حول التأملات التي تشكل جزءًا من "مجموعة الحكمة". وهو لا ينأى بنفسه عن يوهان فولفغانغ فون غوته أو سقراط، مؤكدا في المقابل أن أمثال سورين سيرين دقيقة وصحيحة، لأنها تعبر عن معاني ومشاعر وتأويلات تقربه من بديهيات المدارس الأيونية مثل فلسفة هيراقليطس، مشيراً إلى أن سورين سيرين يعبر عن منطق أصيل للكلمات لأنه يحب المخططات الفلسفية مع تجاوز حدود المعرفة، من خلال الوجودي الذي يصل إلى المعرفة. يعتبر فابريزيو كاراماجنا العمل الفكري لـ "خلاصة الحكمة" لسورين سيرين، وهو عمل ضخم يكتب التاريخ في عالم القول المأثور. يعتبر فابريزيو كاراماجنا العمل العقلي لـ "مجموعة الحكمة" لسورين سيرين، وهو عمل ضخم يكتب التاريخ في مجال القول المأثور .

### لأعمال الفلسفية
يركز عمل سيرين الفلسفي على ما يعرفه سيرين بالمركزية المشتركة، أي نظامه الفلسفي الخاص.، يعتبر جورجي فلادوتيسكو أن نظام سيرين الفلسفي يخضع لمثالية قابلة للتكيف مع مذهب الحرية الذاتية للذات، وهو أمر خارج عن الإرادة الحرة، سواء بمعنى القيود أو اللاحتمية، أو فيما وراء ما نسميه الأنطولوجيا أو نظرية المعرفة، والتي تذهب خارج شرائع الفلسفة الحالية.وحول هذا الموضوع تقول هنريتا أنيسوارا سيربان إن نظام سيرين الفلسفي ينتمي إلى فلسفة الوعي والسياقية وفلسفة العقل، وهو أمر مهم في نقد التمثيلية وما بعد الحداثة، وله تأثيرات من آرثر شوبنهاور وفريدريك نيتشه ولودفيج فيتجنشتاين في التعريف. من الفلسفة. . يمثل عمل سورين سيرين مساهمة جريئة في الفلسفة المعاصرة. إنه ليس مجرد تركيب، ولكنه يقدم رؤية أصلية للحقيقة (والوهم)، والمطلق، والحياة في المحادثة الفلسفية البشرية.
أظهر ثيودور كودريانو، بالتركيز على ملاحظة تلخص أصالة سيرين، تقديره لبنية العمل الأدبي لسيرين ولأقواله المأثورة التي تعتمد على نظامه الفلسفي. بلغت أفكار سيرين ذروتها أولاً مع الغنوصية، ثم مع الديكارتية وتأثيرات فريدريك نيتشه وإيمانويل كانط، من خلال وجهة نظر تفسير (منطق) الفلسفة ونظرية ما بعد الحداثة لتاريخ اللاأدرية.إلا أن تفسير سورين سيرين (المنطقي) أقرب إلى تفسير إيمانويل كانط منه إلى تفسير فريدريك نيتشه بسبب لا أدريته، التي بموجبها لا يمكن للعقل الخالص أن يصل إلى الظاهرة، ولا إلى النومينون. وهكذا فإن الالتقاء المطلق والحقيقة المطلقة يتعارضان مع أوهام الحياة، التي تعترف بتحيزهما كتطبيقات للحقيقة، ولكن، للمفارقة، ككذبة من سمات الإنسان. يشير كودريانو إلى أن سيرين يعرّف المحورية بأنها علم الأضداد - "فلسفة جديدة تتطلب معرفة الركيزة التي تنتمي إلى الوجود، والتي تنسبها إلى أضداد أخرى لذلك الوجود، ولكن أيضًا إلى الوجود نفسه".الحقيقة المطلقة مرتبطة بالمعرفة المفتوحة. بعد نموذج الله الخالق، سيكون هناك عدد لا يحصى من الآلهة الخالقة، مع أكوانها المتوازية والمترابطة، حيث يكون لكل منها معنى ضمني، يمثل كلمة، ومعنى للآخرين، والذي يتكشف أيضًا في عالمنا من خلال اللغة والإبداع بحسب ما أسماه سورين سيرين بلاغة القدر. في أفكار سورين سيرين نتحدث كثيرًا عن القدر. كل إله خالق وحدث فريد له معرفة واحدة مفتوحة (الحقيقة المطلقة) ومعرفة أخرى مغلقة تخضع للأكاذيب التي هي أوهام الحياة. مثل ما بعد الحداثيين، يقول سورين سيرين أنه في نظامه الفلسفي تم التخلي عن الأنطولوجيا التقليدية، "فقدت مكانها تماما"، لأن جميع الأضداد محورية، أي أن لديهم محور مشترك يكون فيه الوجود عنصرا معاكسا بسيطا. مثل سائر الأضداد، حيث كل مضاد هو كون في حد ذاته، عقلانيا كان أو غير عقلاني، لنوع معين من الكون. يدعي كودريانو أنه في نظام سيرين الفلسفي لا يمكن معرفة الحقيقة، بل فقط جعلها واعية، ولا يمكن مقارنة الأثر أو البصمة التي يتحدث عنها سيرين بيقين مع بصمة جاك دريدا. في الواقع، من خلال المحورية، يفهم المؤلف المساواة الوجودية بين الأضداد، على أساس عددي. إلهه ثنائي وليس ثلاثي كما في المسيحية. الهوية العددية للأضداد (اللانهاية على مقياس المستويات المنطقية) هي دائمًا "اللانهاية ناقص واحد"، "نحن في المستوى الثاني من المنطق"، يعتقد كودريانو أن سيرين يعارض المسيحية. ويعتقد أن هذا هو الخطر الحتمي للوجودية الجديدة لسورين سيرين: اختزال الإنسان، وبالتالي الألوهية، إلى مستوى المنطق الثنائي. كونه ديكارتيًا، فإنه يتخيل إله الخير والشر، متجاهلاً تمامًا حقيقة أن الله ثالوث في المسيحية. ومن هنا يأتي الإغراء المدمر، كما يعتقد كودريانو، لوضع الشيطان على نفس مستوى الله والسقوط مرة أخرى في الهرطقة الغنوصية..ويرى كودريانو أن سيرين يتحدث عن المصفوفة والغرض، مما يعني أن كوننا مخلوق ذاتيا، مما يجعله لا يؤمن بنظرية الانفجار الكبير، لأنها ستكون نتاج منطقنا الثنائي الذي يمنعنا من معرفة الحقيقة، بتعبير أدق، الحقيقة المطلقة.على المستوى الواسع لأوهام الحياة، لا يمكن أن يكون هناك معرفة (الحقيقة غير معروفة)، فقط الوعي. "الوعي هو الأثر الذي سيتم فيه دفن شكل المعرفة بمساعدة عنصر مرآة." فالإنسان لا يعرف إلا من خلال منطقه ووهم الحياة، لذلك يقول سورين سيرين إن "أي نظام فلسفي أو فيلسوف يدعي أنه يقول الحقيقة فهو كاذب" لأن الإنسان لا يستطيع أن يصل إلى المعرفة المفتوحة للحقيقة المطلقة والخالق العظيم، كما سورين سيرين تنادي الله.ومن دون البحث عن الحقيقة، يرى نظام سيرين الفلسفي أنه لا يستطيع إلا أن يجد المحور بين المتناقضات الذي يمكنه إضفاء الشرعية على الأضداد وجوديا (الأنطولوجيا الجديدة). 

## المنشورات

### كتب الشعر الفلسفي
• سورين سيرين، التأمل العالمي العظيم: القصائد الفلسفية، بوخارست، رومانيا، Editura Estfalia، 2022 (ISBN 978-606-757-123-3)
• سورين سيرين، نموذج الخلود: قصائد فلسفية، بوخارست، رومانيا، Editura Estfalia، 2022 (ISBN 978-606-757-126-4)
• سورين سيرين، الغريب عن الحقيقة المطلقة: القصائد الفلسفية، بوخارست، رومانيا، دار إستفاليا للنشر، 2022 (ISBN 978-606-757-127-1)
• سورين سيرين، شجرة المعرفة: قصائد فلسفية، بوخارست، رومانيا، Editura Estfalia، 2022 (ISBN 978-606-757-110-3)
• سورين سيرين، قبل المكان والزمان: قصائد فلسفية، بوخارست، رومانيا، Editura Estfalia، 2022 (ISBN 978-606-757-111-0)
• سورين سيرين، كنائس الكلمات: قصائد فلسفية، بوخارست، رومانيا، Editura Estfalia، 2022 (ISBN 978-606-757-108-0)
• سورين سيرين، اللاهوت: قصائد فلسفية، بوخارست، رومانيا، Editura Estfalia، 2022 (ISBN 978-606-757-109-7)
• سورين سيرين،: الخلود: قصائد فلسفية، بوخارست، رومانيا، Editura Estfalia، 2022 (ISBN 978-606-757-112-7)
• سورين سيرين، فلسفة الحب – تحالفات وجهات النظر: القصائد الفلسفية، بوخارست، رومانيا، Editura Estfalia، 2022 (ISBN 978-606-757-117-2)
• سورين سيرين، فلسفة الحب – الدموع: قصائد فلسفية، بوخارست، رومانيا، إديتورا إستفاليا، 2022 (ISBN 978-606-757-116-5)
• سورين سيرين، فلسفة الحب – الفاكهة الموقوفة: قصائد فلسفية، بوخارست، رومانيا، Editura Estfalia، 2022 (ISBN 978-606-757-115-8)
• سورين سيرين، فلسفة الحب – الحب والقدر: قصائد فلسفية، بوخارست، رومانيا، Editura Estfalia، 2022 (ISBN 978-606-757-114-1)
• سورين سيرين، وهم الذاكرة: قصائد فلسفية، بوخارست، رومانيا، Editura Estfalia، 2022 (ISBN 978-606-757-120-2)
• سورين سيرين، وهم الموت: قصائد فلسفية، بوخارست، رومانيا، Editura Estfalia، 2022 (ISBN 978-606-757-121-9)
• سورين سيرين، في عيادة طب الأسنان: قصائد فلسفية، بوخارست، رومانيا، Editura Estfalia، 2022 (ISBN 978-606-757-122-6)
• (ro) سورين سيرين، كائنات العبادة: قصائد فلسفية، بوخارست، رومانيا، Editura Estfalia، 2022 (ISBN 978-606-757-124-0)
• سورين سيرين، الأوريغامي: قصائد فلسفية، بوخارست، رومانيا، Editura Estfalia، 2022 (ISBN 978-606-757-125-7)
• سورين سيرين، الاتجار باللحوم الحية: قصائد فلسفية، بوخارست، رومانيا، Editura Estfalia، 2022 (ISBN 978-606-757-128-8)
• سورين سيرين، الأوقات العصيبة للأظافر: قصائد فلسفية، بوخارست، رومانيا، Editura Estfalia، 2022 (ISBN 978-606-757-129-5)
• سورين سيرين، العبث: قصائد فلسفية، بوخارست، رومانيا، Editura Estfalia، 2022 (ISBN 978-606-757-060-1)
• سورين سيرين، وهم الوجود: قصائد فلسفية، بوخارست، رومانيا، Editura Estfalia، 2022 (ISBN 978-606-757-097-7)
• سورين سيرين، على أكتاف دموع الزمان: قصائد فلسفية، بوخارست، رومانيا، Editura Estfalia، 2022 (ISBN 978-606-757-103-5)
• سورين سيرين، عزلة الخلود: قصائد فلسفية، بوخارست، رومانيا، Editura Estfalia، 2022 (ISBN 978-606-757-104-2)
• سورين سيرين، نجم الخلود: قصائد فلسفية، بوخارست، رومانيا، Editura Estfalia، 2022 (ISBN 978-606-757-105-9)
• سورين سيرين، كل ما يبقى لنا هو الحب: قصائد فلسفية، بوخارست، رومانيا، Editura Estfalia، 2022 (ISBN 978-606-757-106-6)
• سورين سيرين، المتعالي: قصائد فلسفية، بوخارست، رومانيا، Editura Estfalia، 2022 (ISBN 978-606-757-107-3)
• سورين سيرين، المرايا الموازية لسفر التكوين: قصائد فلسفية، بوخارست، رومانيا، Editura Estfalia، 2022 (ISBN 978-606-757-102-8)
• سورين سيرين، الوهم الكبير لانكسار الكل البدائي: قصائد فلسفية، بوخارست، رومانيا، Editura Estfalia، 2022 (ISBN 978-606-757-101-1)
• سورين سيرين، عشوائي وليس عرضي: قصائد فلسفية، بوخارست، رومانيا، Editura Estfalia، 2022 (ISBN 978-606-757-099-1)
• سورين سيرين، وهم الخلاص: قصائد فلسفية، بوخارست، رومانيا، Editura Estfalia، 2022 (ISBN 978-606-757-095-3)
• سورين سيرين، معنى الحب: قصائد فلسفية، بوخارست، رومانيا، Editura Estfalia، 2022 (ISBN 978-606-757-098-4)
• سورين سيرين، في برية الدم: قصائد فلسفية، بوخارست، رومانيا، Editura Estfalia، 2022 (ISBN 978-606-757-096-0)
• سورين سيرين، البداية والنهاية: قصائد فلسفية، بوخارست، رومانيا، Editura Estfalia، 2022 (ISBN 978-606-757-094-6)
• سورين سيرين، الوجود واللاوجود: قصائد فلسفية، بوخارست، رومانيا، Editura Estfalia، 2022 (ISBN 978-606-757-093-9)
• سورين سيرين، الوجودية: قصائد فلسفية، بوخارست، رومانيا، Editura Estfalia، 2022 (ISBN 978-606-757-092-2)
• سورين سيرين، الطريق إلى المطلق: قصائد فلسفية، بوخارست، رومانيا، Editura Estfalia، 2022 (ISBN 978-606-757-089-2)
• سورين سيرين، القلق الوجودي: قصائد فلسفية، بوخارست، رومانيا، Editura Estfalia، 2022 (ISBN 978-606-757-088-5)
• سورين سيرين، ذكريات المستقبل: قصائد فلسفية، بوخارست، رومانيا، Editura Estfalia، 2022 (ISBN 978-606-757-087-8)
• سورين سيرين، الدراما المصاحبة: قصائد فلسفية، بوخارست، رومانيا، Editura Estfalia، 2022 (ISBN 978-606-757-090-8)
• سورين سيرين، الابتسامة زهرة الروح: قصائد فلسفية، بوخارست، رومانيا، إديتورا إستفاليا، 2022 (ISBN 978-606-757-086-1)
• سورين سيرين، الإنسان همس كاذب من الخلق: قصائد فلسفية، بوخارست، رومانيا، إديتورا إستفاليا، 2022 (ISBN 978-606-757-085-4)
• سورين سيرين، لم تعد وحيداً: قصائد فلسفية، بوخارست، رومانيا، Editura Estfalia، 2022 (ISBN 978-606-757-084-7)
• سورين سيرين، خلق الحب: قصائد فلسفية، بوخارست، رومانيا، Editura Estfalia، 2022 (ISBN 978-606-757-083-0)
• سورين سيرين، أيام التشرد في العبث: قصائد فلسفية، بوخارست، رومانيا، Editura Estfalia، 2022 (ISBN 978-606-757-082-3)
• سورين سيرين، الأحلام: قصائد فلسفية، بوخارست، رومانيا، Editura Estfalia، 2022 (ISBN 978-606-757-081-6)
• سورين سيرين، مسرح العبث: قصائد فلسفية، بوخارست، رومانيا، Editura Estfalia، 2022 (ISBN 978-606-757-080-9)
• سورين سيرين، نجوم الألم من وراء: قصائد فلسفية، بوخارست، رومانيا، Editura Estfalia، 2022 (ISBN 978-606-757-079-3)
• سورين سيرين، الغثيان والسخافة: قصائد فلسفية، بوخارست، رومانيا، Editura Estfalia، 2022 (ISBN 978-606-757-075-5)
• سورين سيرين، التماثيل الحية للعبث: قصائد فلسفية، بوخارست، رومانيا، Editura Estfalia، 2022 (ISBN 978-606-757-078-6)
• سورين سيرين، الحب والتضحية: قصائد فلسفية، بوخارست، رومانيا، Editura Estfalia، 2022 (ISBN 978-606-757-077-9)
• سورين سيرين، في قلبك الجمر الحب: قصائد فلسفية، بوخارست، رومانيا، Editura Estfalia، 2022 (ISBN 978-606-757-076-2)
• سورين سيرين، اليأس: قصائد فلسفية، بوخارست، رومانيا، Editura Estfalia، 2022 (ISBN 978-606-757-074-8)
• سورين سيرين، اكتئابات العبث الكاريزمي: قصائد فلسفية، بوخارست، رومانيا، Editura Estfalia، 2022 (ISBN 978-606-757-073-1)
• سورين سيرين، المعرفة صورة الموت: قصائد فلسفية، بوخارست، رومانيا، إديتورا إستفاليا، 2022 (ISBN 978-606-757-072-4)
• سورين سيرين، فن عبثية التماثيل الحية: قصائد فلسفية، بوخارست، رومانيا، Editura Estfalia، 2022 (ISBN 978-606-757-070-0)
• سورين سيرين، اغتراب العبث: قصائد فلسفية، بوخارست، رومانيا، Editura Estfalia، 2022 (ISBN 978-606-757-067-0)
• سورين سيرين، العذاب: قصائد فلسفية، بوخارست، رومانيا، Editura Estfalia، 2022 (ISBN 978-606-757-066-3)
• سورين سيرين، الحالة الإنسانية: قصائد فلسفية، بوخارست، رومانيا، Editura Estfalia، 2022 (ISBN 978-606-757-071-7)
• سورين سيرين، إلهي: قصائد فلسفية، بوخارست، رومانيا، Editura Estfalia، 2022 (ISBN 978-606-757-091-5)
• سورين سيرين، موت الحب: قصائد فلسفية، بوخارست، رومانيا، Editura Estfalia، 2022 (ISBN 978-606-757-139-4)
• سورين سيرين، بدون حبك: قصائد فلسفية، بوخارست، رومانيا، Editura Estfalia، 2022 (ISBN 978-606-757-135-6)
• سورين سيرين، آمنت بما لا نهاية للحب: قصائد فلسفية، بوخارست، رومانيا، Editura Estfalia، 2022 (ISBN 978-606-757-133-2)
• سورين سيرين، لماذا تبكي ملائكة الحب؟: قصائد فلسفية، بوخارست، رومانيا، Editura Estfalia، 2022 (ISBN 978-606-757-134-9)
• سورين سيرين، الزمن الضائع: قصائد فلسفية، بوخارست، رومانيا، Editura Estfalia، 2022 (ISBN 978-606-757-143-1)
• سورين سيرين، دعونا نرقص حبي: قصائد فلسفية، بوخارست، رومانيا، Editura Estfalia، 2022 (ISBN 978-606-757-140-0)
• سورين سيرين، قدسية الحب: قصائد فلسفية، بوخارست، رومانيا، Editura Estfalia، 2022 (ISBN 978-606-757-141-7)
• سورين سيرين، أحببتك: قصائد فلسفية، بوخارست، رومانيا، Editura Estfalia، 2022 (ISBN 978-606-757-142-4)
• سورين سيرين، خلود الحب: قصائد فلسفية، بوخارست، رومانيا، Editura Estfalia، 2022 (ISBN 978-606-757-138-7)
• سورين سيرين، قلوب الرماد: قصائد فلسفية، بوخارست، رومانيا، Editura Estfalia، 2022 (ISBN 978-606-757-137-0)
• سورين سيرين، في ذاكرتك: قصائد فلسفية، بوخارست، رومانيا، Editura Estfalia، 2022 (ISBN 978-606-757-136-3)
• سورين سيرين، على أكتاف الموت، بوخارست، رومانيا، Editura Estfalia، 2022 (ISBN 978-2-36868-736-9)
• سورين سيرين، هراء الوجود والخلود، بريست، فرنسا، طبعة Stellamaris، 2 أغسطس 2021 (ISBN 978-2-36868-736-9).
• سورين سيرين، لا معنى للوجود: قصائد التأمل، بوخارست، رومانيا،   2015 (Paco)،  (ISBN 978-606-665-103-5)
• سورين سيرين، الصمت العظيم: قصائد التأمل، بوخارست، رومانيا، (Paco)، 2015 ( ISBN 978-606-665-101-1)
• سورين سيرين، الموت: قصائد التأمل، بوخارست، رومانيا، (Paco)، 2015 (ISBN 978-606-665-102-8)
• سورين سيرين، عبر مقابر الأحلام: قصائد التأمل، بوخارست، رومانيا، (Paco)، 2015 (ISBN 978-606-665-105-9)
• سورين سيرين، وهم الحياة: قصائد التأمل، بوخارست، رومانيا، (Paco)، 2015 (ISBN 978-606-665-100-4).
• سورين سيرين، الإرادة الحرة: قصائد التأمل، بوخارست، رومانيا، (Paco)، 2015 (ISBN 978-606-665-107-3)
• سورين سيرين، فيريسيريا: قصائد التأمل، بوخارست، رومانيا، الأدب الإلكتروني، 2015 (ISBN 978-606-700-748-0).
• سورين سيرين، نحن صورة ثلاثية الأبعاد: قصائد تأمل، بوخارست، رومانيا، الأدب الإلكتروني، 2015 (ISBN 978-606-700-752-7).
• سورين سيرين، أيام الورق المقوى: قصائد التأمل، بوخارست، رومانيا، الأدب الإلكتروني، 2015 (ISBN 978-606-700-754-1)
• سورين سيرين، لحظة الخلود: قصائد التأمل، بوخارست، رومانيا، الأدب الإلكتروني، 2015 (ISBN 978-606-700-750-3)
• سورين سيرين، أن تكون شاعراً: قصائد التأمل، بوخارست، رومانيا، الأدب الإلكتروني، 2015 (ISBN 978-606-700-746-6)
• سورين سيرين، أمطار النار: قصائد التأمل، بوخارست، رومانيا، (Paco)، 2015 (ISBN 978-606-665-104-2)
• سورين سيرين، الملائكة والخلود: قصائد، بوخارست، رومانيا، (Paco)، 2014 (ISBN 978-606-665-070-0)
• سورين سيرين، صنع العالم: قصائد، بوخارست، رومانيا، (Paco)، 2013 (ISBN 978-606-665-038-0).
• سورين سيرين، فنجان من القهوة: قصائد، بوخارست، رومانيا، باكو، 2013 (ISBN 978-606-665-062-5)
• سورين سيرين، اختيار المخلص: قصائد، بوخارست، رومانيا، (Paco)، 2013 (ISBN 978-606-665-026-7)
• سورين سيرين، كلمة الله: قصائد، بوخارست، رومانيا، (Paco)، 2013 (ISBN 978-606-665-028-1)
• سورين سيرين، السياسة: قصائد، بوخارست، رومانيا، (Paco)، 2013 (ISBN 978-606-665-039-7)
• سورين سيرين، قلب الحجر المر: قصائد، بوخارست، رومانيا، (Paco)، 2012 (ISBN 978-606-665-019-9)
• سورين سيرين، ظلال القلوب: قصائد الحب، بوخارست، رومانيا، (Paco)، 2012 (ISBN 978-606-8006-97-0)
• سورين سيرين، عطر الخلود: قصائد الحب، بوخارست، رومانيا، (Paco)، 2012 (ISBN 978-606-8006-96-3)
• سورين سيرين، تذكار موري: قصائد الحب، بوخارست، رومانيا، (Paco)، 2012 (ISBN 978-606-8006-99-4)
• سورين سيرين، أساطير الروح: قصائد، بوخارست، رومانيا، (Paco)، 2012 (ISBN 978-606-665-020-5)
• سورين سيرين، الحقيقة، الذاكرة، الحب: قصائد الحب، بوخارست، رومانيا، (Paco)، 2012 (ISBN 978-606-8006-98-7)

### كتب الحكمة
• سورين سيرين، مختارات الحكمة: المثل (مقتطفات) / ، فارنا، بلغاريا، Sveta na Knigite،، 2020 (ISBN 978-619-7449-55-6)
• سورين سيرين، الله والقدر: الأمثال، بوخارست، رومانيا، (Paco)، 2014 (ISBN 978-606-665-069-4)
• سورين سيرين، تأملات أساسية: الأمثال، بوخارست، رومانيا، (Paco)، 2013 (ISBN 978-606-665-027-4).
• سورين سيرين، التجوال: الأمثال، بوخارست، رومانيا، (Paco)، 2013 (ISBN 978-606-665-057-1)
• سورين سيرين، الحرية: الأمثال، بوخارست، رومانيا، (Paco)، 2013 (ISBN 978-606-665-040-3)
• سورين سيرين، مجموعة الحكمة: الأمثال، بوخارست، رومانيا، دار النشر إمينسكو، 2009 (ISBN 978-973-22-1086-4)
• سورين سيرين، تعلم أن تموت: الأمثال، بوخارست، رومانيا، (Paco)، 2009 (ISBN 978-606-8006-14-7)
• سورين سيرين، الخلود: الأمثال، بوخارست، رومانيا، (Paco)، 2009 (ISBN 978-606-8006-04-8)

### كتب فلسفية
سورين سيرين، Coaxialism: علم الأكسيولوجيا، علم الأعداد، بوخارست، رومانيا، (Paco)، 2007 (ISBN 978-973-8314-66-5)
• سورين سيرين، لوجيكا Coaxiologica، بوخارست، رومانيا، (Paco)، 2007 (ISBN 978-973-8314-79-5).
• سورين سيرين، المسيح الدجال، الوجود والحب، بوخارست، رومانيا، (Paco)، 2007 (ISBN 978-973-8314-77-1)
• سورين سيرين، الموت والعدم والحياة وبيلدربيرغ، بوخارست، رومانيا، (Paco)، 2007 (ISBN 978-973-8314-74-0)

## الجوائز والتكريمات
- 2023، جائزة جاك بريفير للشعر، التي تمنحها جمعية الشعراء الفرنسيين - باريس، فرنسا، عن مجموعة القصائد؛ روح .[44][43][42]
- 2022، دبلوم العمل المتميز للعمل الفلسفي الجيد المقدم باللغة الفرنسية، منحته جمعية الشعراء الفرنسيين - باريس، فرنسا، عن مجموعة قصائد: على أكتاف الموت.[45][26]
- 2021 جائزة مومبيزات من مؤسسة جمعية الشعراء الفرنسيين - باريس فرنسا عن ديوان: اللاشعور بالوجود والخلود.[46][37]

## الببليوغرافيا النقدية

#### الأدب
- ديليا مونتيان: عندما تصبح الآية عاصفة (Cand stihul devine stihie) كورتيا دي لا أرجيس - السنة الرابعة عشرة، رقم 12 (157)، الصفحات 22-23[27]

- جان بول جافارد بيريه: سورين سيرين: قوة الله، لينتيرنوت - الصالون الأدبي، يونيو 2023[65]

- سيزارينا أداميسكو: إسقاطات إلى الأبدية (Proiectii in eternitate)، كايت سيلفان، أبريل 2023، رقم. 2019، ص. 45-46[36] إسقاطات إلى الأبدية – سورين سيرين، قصائد فلسفية متسامية (Proiectii in eternitate – سورين سيرين، متعالية، قصيدة فيلوزوفيسي)، Armonii Culturale، أبريل، 2023[83] الإسقاطات إلى الأبدية، (Proiectii in eternitate)، Revista Noua، السنة XX، العدد 1(124)/2023، ص. 10-14[36]

- سيزارينا أداميسكو: عزلة أبدية اللحظة - سورين سيرين، لم تعد وحيدة، القصائد الفلسفية (Singuratatea eternitatii clipei - سورين سيرين، ماي سينغور، قصيدة فيلوزوفيسي)، بويما - يونيو 2023 (السنة الخامسة عشرة) العدد 6 (172) - الصفحات 11-13[84] عزلة أبدية اللحظة (Singurătatea Eternitătii Clipei)، ناتيونيا، مايو 2023. السنة الثانية عشرة[85] أرموني الثقافية، مارس 2023[86]

- زينوفي كارلوجيا: الشعر المفاهيمي للوجودي الجديد مع نظام - المحورية، (الشعر المفاهيمي لواحد من الوجوديين الجدد مع النظام - المحوري) كورتيا دي لا آرجيس، العدد 6 (151) السنة الرابع عشر، يونيو 2023، (ص. 21-22)[26] الشعر المفاهيمي للوجودي الجديد مع نظام - "المحورية" سورين سيرين شعر فلسفي، (Poezia Conceptuală a unui neo-existentenăistialist cu sistem – "Coaxialismul" Sorin Cerin poezia filozofica) Boema, Nr.170 (4/2023) L السنة الخامسة عشرة إبريل 2023 (ص 5-9)[87] أرموني الثقافية، مارس 2023[88] أوبسيرفاتورول، تورونتو، كندا، مارس 2023[89]

- Modorcea Grid: الشاعر الفيلسوف غير المنظم)، Natiunea، سبتمبر 2022، L'année XII[90] تاريخ الأدب غير المنظم، (Istoria literaturii neinregimentate) الفصل العالمي الثاني، دار النشر Editura Scriitorilor، برايلا، رومانيا، 2023، الصفحات 603-649 (ISBN 978-606-8824-97-0)[91]

- إيلينا أرمينيسكو: كلمات التأمل في أعمال سورين سيرين، (Lirica de Reflectie in Opera lui Sorin Cerin)، أوبسيرفاتورول، تورونتو، كندا، سبتمبر 2022 [37] الباحثون عن المعنى، (Cautatorii sensului)، دار النشر Editura Jurnalistilor Profesionisti din رومانيا UZP.، بوخارست، رومانيا، 2022، الصفحات 267-275 (ISBN 978-630-6504-13-8)[37]

- ماريا آنا توبان: Un filosof al Meditatiilor lirice)، Curtea de la Arges، السنة الرابعة عشرة، العدد 2 (147)، فبراير 2023، الصفحة 28[34] فيلسوف التأملات الغنائية)، التناغمات الثقافية، أغسطس 2022[92]

- ستيفان بوربيلي: معرفة سورين سيرين، (Gnozele lui Sorin Cerin)، المعاصر، أكتوبر 2020، السنة الحادية والثلاثون، الصفحة 5[68]

- ألكسندرو سيستيليكان: بين التفكير والموقف، (Intre Reflectie si atitudine) Familia، (رقم (151) رقم 11-12 (600-601) السنة 51)، نوفمبر - ديسمبر 2015[35]

- إلفيرا سوروهان: شاعرة وجودية في القرن الحادي والعشرين، (Un Poet Existentialist din Secolul 21) Convorbiri Literare، سبتمبر 2015، العام CXLIX، الصفحة 25-28[33]

- "مراجعة هراء الوجود والخلود - سورين سيرين بقلم LivresdAvril "، على موقع Babelio[93]

- يوجين إيفو: Foudre... à Sorin Cerin، (Fulgurante... la Sorin Cerin)، التناغمات الثقافية، سبتمبر 2022T[70] Thérapie de Joc)، Maison d'édition Tipo مولدوفا، إياسي، رومانيا، صفحة 268، 2014، (ISBN 978-606-676-502-2)[94]

- لورا لازار زافالينو: Silences lyriques، (Lyric Silences)، Family، juillet - août، 2015، NO. 7-8 (596-597) الدوري الإيطالي V. L'année 51، الصفحة 242[95]

- جورجي أندريه نياجو: مؤلف التأمل والوحي، (Un autor al meditatiei si al revelatiei)، أوجليندا ليتارا، رقم 163، السنة الرابعة عشرة، يوليو، 2015، صفحة 1. 10998[72]

- ==== فلسفة ====
- جان بول جافارد بيريه: سورين سيرين، مجموعة الحكمة، المجلد الأول، رأس المال البشري والإلهي، lelitteraire.com، أغسطس 2023[47]

- ثيودور كودريانو: الثنائية كإغراء للعقلانية في سورين سيرين، (Dualismul ca ispita a Rationalismului la Sorin Cerin) (الجزء الأول)، بويما – يوليو 2023، (السنة الخامسة عشرة) رقم 7 (173) – (الصفحات 37-39)[40] الثنائية كإغراء للعقلانية في سورين سيرين، (Dualismul ca ispita a Rationalismului la Sorin Cerin) (الجزء الثاني)، بويما – أغسطس 2023، (السنة الخامسة عشرة) رقم 8 (174) – (الصفحات 33-34)[41] أنامورفوسيس (أنامورفوزي)، دار نشر سكارا، بوخارست، رومانيا، 2017، الصفحات 130-147، (ردمك 978-606-940-119-4) الثنائية كإغراء للعقلانية (Dualismul ca ispita a Rationalismului)، ناتيونيا، مايو 2023، السنة الثانية عشرة الثنائية كإغراء للعقلانية، في سورين سيرين، (Dualismul ca ispita a العقلانية la Sorin Cerin)، Armonii Culturale، سبتمبر 2022[79]

- هنريتا أنيسوارا سيربان: حول المحورية النظام الفلسفي لسورين سيرين، (Despre Coaxialism, sistemul filozofic al lui Sorin Cerin)، Curtea de la Arges، L'année XIV، رقم 3(148)، مارس 2023، الصفحة 7[48] المرصد، تورونتو، كندا، سبتمبر 2022[96]

- فابريزيو كاراماجنا: مجموعة الحكمة، عمل ضخم يكتب تاريخ القول المأثور، مصير الأدب، مونتريال، كندا، رقم 30، ص. 33 أبريل-مايو 2014[78]

- ميهاي هانداريك: تاريخ العقيدة خلف الستار: خلف كواليس الكتابة اللاهوتية والمسيحية، (Istoria Religioni în spatele cortinei:din culisele scrierii teologiei crestine)، الفصل: 1.3. الوصية تؤثر في صياغة المذاهب، دار النشر الجامعية "أوريل فلايكو"، أراد، رومانيا، 2013، الصفحات 68-70 (ردمك 978-973-752-667-0)[80][81]

- آل فلورين تيني: سورين سيرين – فيلسوف الاستعارة (سورين سيرين – Un filosof al metaforei)، Armonii Culturee، سبتمبر 2022[76]

- جورجي فلادوتيسكو: عندما تندمج الوجودية مع الظواهر والعقلانية والفلسفة المتعالية في مجال المثالية (Cand الوجودية se ingemaneaza cu fenomenologia، العقلانية si transcendentalismul pe taramul Idealismului) ياسي، رومانيا، الاتصال الدولي، (مايو يونيو يوليو) 33 (339-231) 2023، ص. 358-359[38]

- ميرسيا بوب: مجموعة من الحكمة (O Culegere de intelepciune)، فاميليا، نوفمبر-ديسمبر، 2009، ص.214[75]

- أيون دودو بالان: حول خلق الحكمة (Despre creatia sapientiala)، القدر الأدبي، مونتريال، كندا، أبريل - مايو، الصفحة 14-15، 2009.[74]

### مختارات
- مختارات جمعية الشعراء الفرنسيين لعام 2022، Éditions les Poètes Français، باريس، فرنسا، 2022، ص 17-18-19؛ 158 (ردمك 978-2-84529-351-9)[97]

- فيفيكاناند جها، الوحدة العالمية: مختارات من قصائد أعظم الأعمال من جميع أنحاء العالم، نيودلهي، الهند، دار نشر Authorspress. ص. 465. (ردمك 978-938-9110-19-7).[98]

- فابريزيو كاراماجنا، مختارات من الأمثال الرومانية المعاصرة – مؤلفون مختلفون – Genesi Editrice – Libro Genesi.org، تورينو، إيطاليا، 2013، ص 43-50، (ISBN 978-8874143887).[99]

- أوريليا كودريانو، سفيتلانا ستانييرو، نصوص أدبية/ مختارات، - بالتي، دار نشر جامعة "أليكو روسو" الحكومية، 2019، 250 صفحة، Rép. مولدوفا (ISBN 978-9975-50-238-2)

- كارمن كاتونيسكو، مختارات من النثر الروماني المعاصر، مجموعة سارمانول ديونيس، دار نشر سكريسول، بلويستي، رومانيا، 2014، ص 99-100 (ردمك 978-973-0-17290-4)

- كارمن كاتونيسكو، مختارات من الشعر الروماني المعاصر، مجموعة Porni Luceafarul، دار نشر Scrisul، Ploieşti، رومانيا، 2014، ص 79-80 (ردمك 978-973-0-17289-8).

- فالنتينا بيكارت، دينكولو دي كوفانت، Arhip Art، سيبيو، رومانيا، 2012، ص 155-173 (ردمك 978-606-8164-32-8).

### القواميس
- إيوان هولبان، قاموس الكتاب الرومانيين المعاصرين، المجلد الرابع، أوبرا أومنيا، تيبو مولدوفا، إياسي، رومانيا، 2016، الصفحات 137 - 146 (ردمك 978-6066768818).[28]

- بوريس كراسيون ودانييلا كروسيون-كوستين، قاموس الكتاب الرومانيين اليوم، بورتيل أورينتولوي، إياسي. رومانيا، 2011 (ردمك 978-973-7863-64-5).[29]

- القاموس البيبليوغرافي، دار نشر داسيا XXI، كلوج نابوكا، رومانيا، 2011، المؤلفون: أندا ديجيو، نيكوليتا أفرام، إيزابيلا تشيرشيزان، أندريه سيتي، ساندرا سيبيسينكو، مادالينا أولتينو، أندريا بريكوب، روكسانا رومان، (ردمك 978-606-604- 345- 8).

### الموسوعات
- ميهاي سيمبوي، ترايان فاسيلكاو، موسوعة الكتاب الرومانيين المعاصرين في كل مكان – مجموعة طائر العنقاء. - جمهورية تشيسيناو مولدوفا، إمبريميريا سنترالا، 2019 - الصفحات 203 - 204 (ردمك 978-997-533-567-6).

### روابط خارجية
- يحتوي هذا العمل على ترجمة مشتقة من [100]«Sorin Cerin» من ويكيبيديا الفرنسية، وتحديدًا من هذا الإصدار بتاريخ 10 فبراير 2024، الذي نشره محرروه بموجب ترخيص GNU Free Documentation License وCreative Commons Attribution-ShareAlike 4.0 License International.